# وتر (مثلث)

مثلث قائم وتره h, مع الضلعين القائمين c_{1} وc_{2}.

في الهندسة الرياضية، الوتر هو أطول أضلاع المثلث القائم وهو الضلع المقابل للزاوية القائمة.من الممكن قياس طوله عن طريق استعمال مبرهنة فيثاغورس التي تاتي على الشكل التالي:
```
-إذا كان لدينا asw 
مثلث
 قائم الزاوية في s فان: aw×aw = as×as + sw×sw.
```

## نسب مثلثية
{\displaystyle {\frac {b}{c}}=\sin(\beta )\,}
جا(β){\displaystyle {\frac {b}{c}}=}

## وصلات خارجية
- إيريك ويستاين، وتر المثلث القائم، ماثوورلد Mathworld (باللغة الإنكليزية).